# Município de Short Creek (condado de Harrison, Ohio)
O município de Short Creek (em inglês: Short Creek Township) é um município localizado no condado de Harrison no estado estadounidense de Ohio. No ano de 2010 tinha uma população de 1.090 habitantes e uma densidade populacional de 13,74 pessoas por km².

## Geografia
O município de Short Creek encontra-se localizado nas coordenadas 40° 12′ 38″ N, 80° 56′ 01″ O. Segundo a Departamento do Censo dos Estados Unidos, o município tem uma superfície total de 79.32 km², da qual 77,99 km² correspondem a terra firme e (1,68 %) 1,34 km² é água.

## Demografia
Segundo o censo de 2010, tinha 1.090 habitantes residindo no município de Short Creek. A densidade populacional era de 13,74 hab./km². Dos 1.090 habitantes, o município de Short Creek estava composto pelo 98,07 % brancos, o 0,83 % eram afroamericanos, o 0,09 % eram insulares do Pacífico e o 1,01 % eram de uma mistura de raças. Do total da população o 0,46 % eram hispanos ou latinos de qualquer raça.